# Armoiries de Marseille
Les armoiries de Marseille sont l'un des principaux symboles de la ville. Le blason, « d'argent à la croix d'azur » comme le pavillon attesté depuis le XIIIe siècle, est toujours utilisé aujourd'hui.

## Histoire

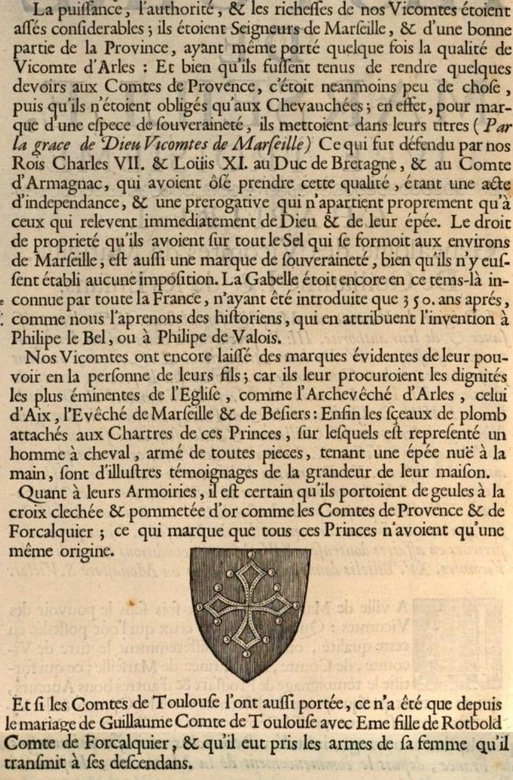
Extrait de l'Histoire de Marseille, par Louis Antoine de Ruffi.

Drapeau de Marseille.

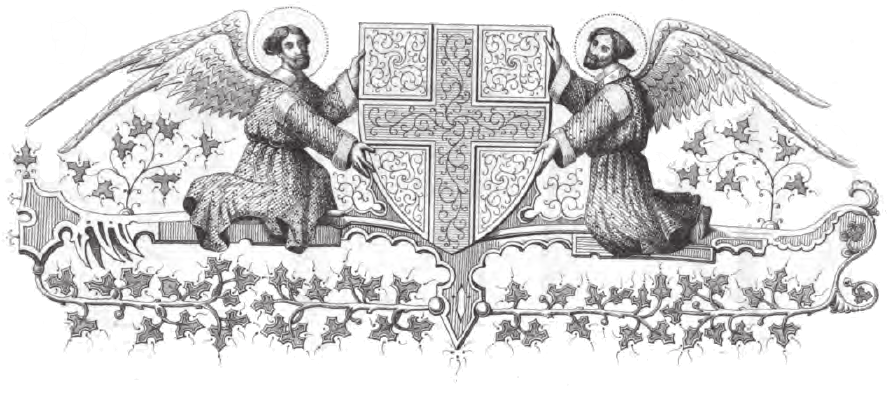
Les armoiries dans le Livre rouge.

Armes sous le Premier Empire, jamais utilisées.

Les vicomtes de Marseille arboraient initialement la croix des comtes de Forcalquier que l'on retrouvera ensuite sur les monnaies médiévales frappées à Marseille.
C'est le pavillon de Marseille, d'un usage attesté plus ancien, qui a vraisemblablement donné naissance au blason plutôt que l'inverse. Une légende tardive popularisée à l'époque du romantisme historique, explique l'adoption des armes de Marseille par le rôle de la ville comme port d'embarquement des croisés (elle arborait sur ses vaisseaux une croix de couleur bleue afin de distinguer sa flotte de celle des autres villes). La « croix de Marseille » est apparue en fait sur les sceaux de la cité dès le XIIe siècle. La plus ancienne représentation sous forme de blason date du XIVe siècle, dans le Livre rouge de la ville où sur une enluminure figurant le serment du viguier sont disposées quatre croix d'azur sur fond d'argent. La devise, alors en provençal médiéval « De grands fachs resplend la cioutat de Marseilles » selon l'orthographe de l'époque, apparait en 1257. Marseille entre dans le royaume de France avec la Provence en 1481 mais, bien qu'elle fasse partie des « bonnes villes », son blason n'arbore pas le « chef d'azur portant trois fleurs de lys d'or » auquel elle a droit. 
Le blason, dessiné, peint puis imprimé, se multiplie à partir du XIIIe siècle. Les graveurs l'ornent en fonction du goût de l'époque (coquillages, feuilles, anges, etc.). On le retrouve gravés sur des bâtiments publics ou inscrits sur des objets. Les armoiries de Marseille ne sont officiellement enregistrées qu'en 1699 à l'Armorial général à la suite d'un édit de Colbert réglementant les blasons,.
Le 21 juin 1790, l'Assemblée constituante abolit l'utilisation des blasons, trop associés à la noblesse : la croix d'azur disparaît des papiers officiels. Le 17 mai 1809, sous le Premier Empire, un décret autorise les villes à reprendre des armoiries. Marseille obtient le droit de reprendre son ancien blason en 1810. Entre-temps, de nouvelles armoiries ont été créées selon l'héraldique impériale : « tranché, au premier d'argent à la croix alaisée d'azur, au second d'azur à une trirème antique d'or mouvant de dextre sur une mer de sinople ; au chef de gueules chargé de trois abeilles d'or. » Toutefois ces dernières ne seront jamais utilisées.
À la Restauration, Louis XVIII confirme par lettre patente les armoiries de la ville ornées d'un lion armé d'un caducée et d'un taureau armé d'un trident, telles que dans l'Armorial de 1699. 
En 1826, une nouvelle version est établie : le blason est surmontée d'une couronne murale et a pour tenant une corne d'abondance à dextre et un trident à senestre accompagnés de la mention « Massilia Civitas » (« Ville de Marseille »). Ce blason est toujours utilisé aujourd'hui comme sceau pour les actes officiels de la municipalité. 
Les grandes armes, utilisées pour le papier administratif, ont été établies en 1883 par Joseph Laugier, conservateur du Cabinet des Monnaies et Médailles. Elles figurent le taureau, le lion, une couronne murale à cinq tours (nombre théoriquement uniquement réservé à la capitale) et la devise de Marseille : « Actibus immensis urbs fulget Massiliensis » ( « La ville de Marseille resplendit par ses hauts faits »).

## Descriptif
| Élément  | Description | Image |
| -------- | --- | ----- |
| Blason   | D'argent à la croix d'azur, comme le pavillon de la ville. Le blason est représenté dans un écu ovale dans le dessin de 1883. On ne lui donne ordinairement pas le chef de France, que Marseille avait droit de prendre comme bonne ville. |       |
| Timbre   | La couronne murale est symbole héraldique des villes. Les couronnes des chefs-lieux de département comptent habituellement quatre tours mais la version actuelle comporte cinq tours, nombre théoriquement réservé à la capitale. |       |
| Supports | À sénestre, un taureau armé d'un trident. |       |
| Supports | À dextre, un lion armé d'un caducée. |       |
| Devise   | « Actibus immensis urbs fulget Massiliensis », signifiant « La ville de Marseille resplendit par ses hauts faits ». La première devise (en provençal médiéval) date de 1257 : « De grands fachs resplend la cioutat de Marseilles », traduite depuis 1691 par la devise actuelle en latin. D'autres devises ont existé pour la ville : « Sub cujus imperio summa libertas » (« Sous quelque empire que ce soit liberté entière », antérieure à la prise de Marseille par Louis XIV en 1660), « Massiliam vere victor civesque tuere » (1691), « Fama volat » (1704), « Illustrat quos summa fides » (1705), « Eximia civitas » (1816), « Victor deffend verrauoment Marseille et lous cioutadans » (« Victor défend vraiment Marseille et ses citoyens »). |       |

## Galerie

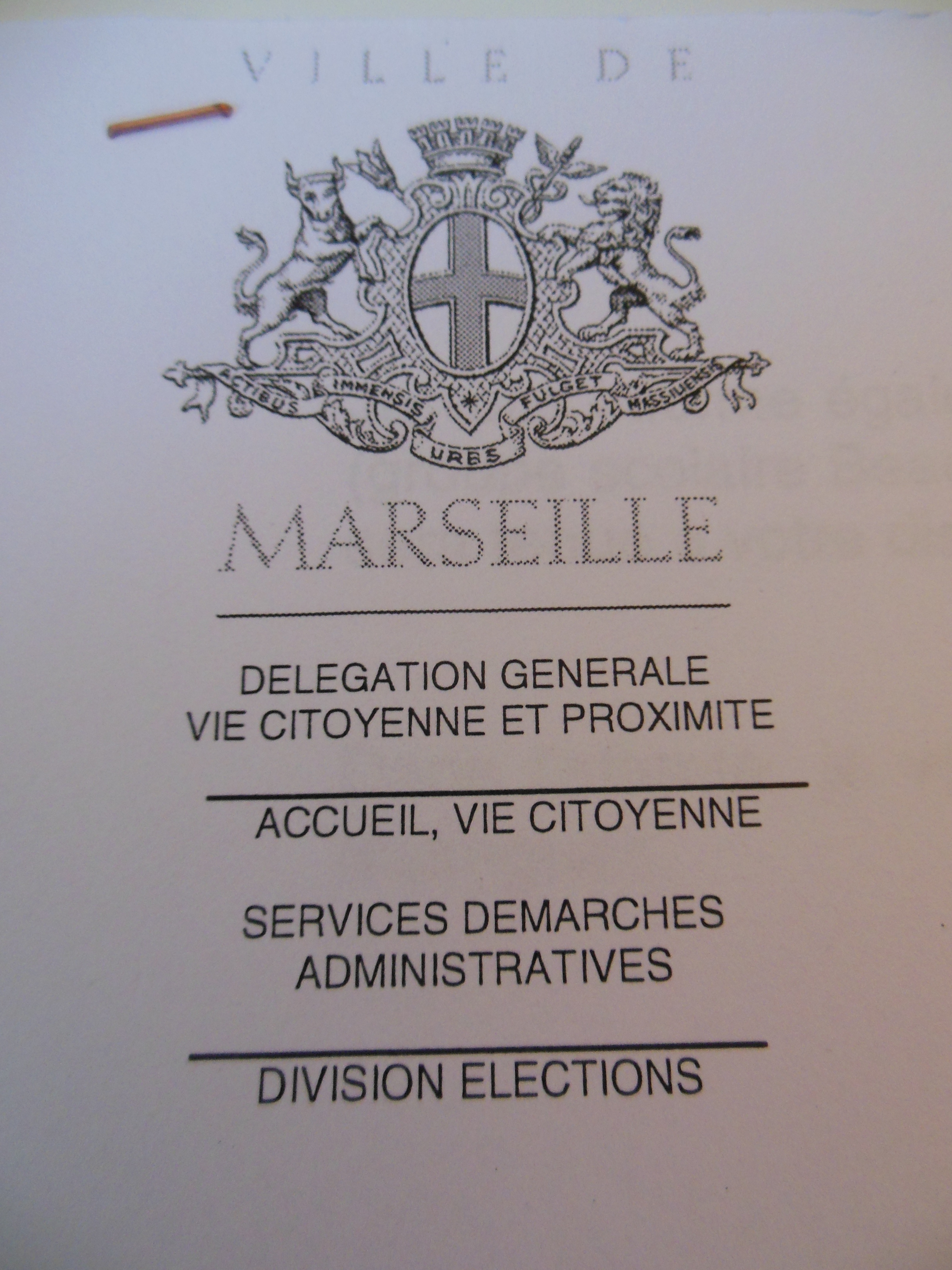
Armoiries sur le papier à en-tête de la ville de Marseille.
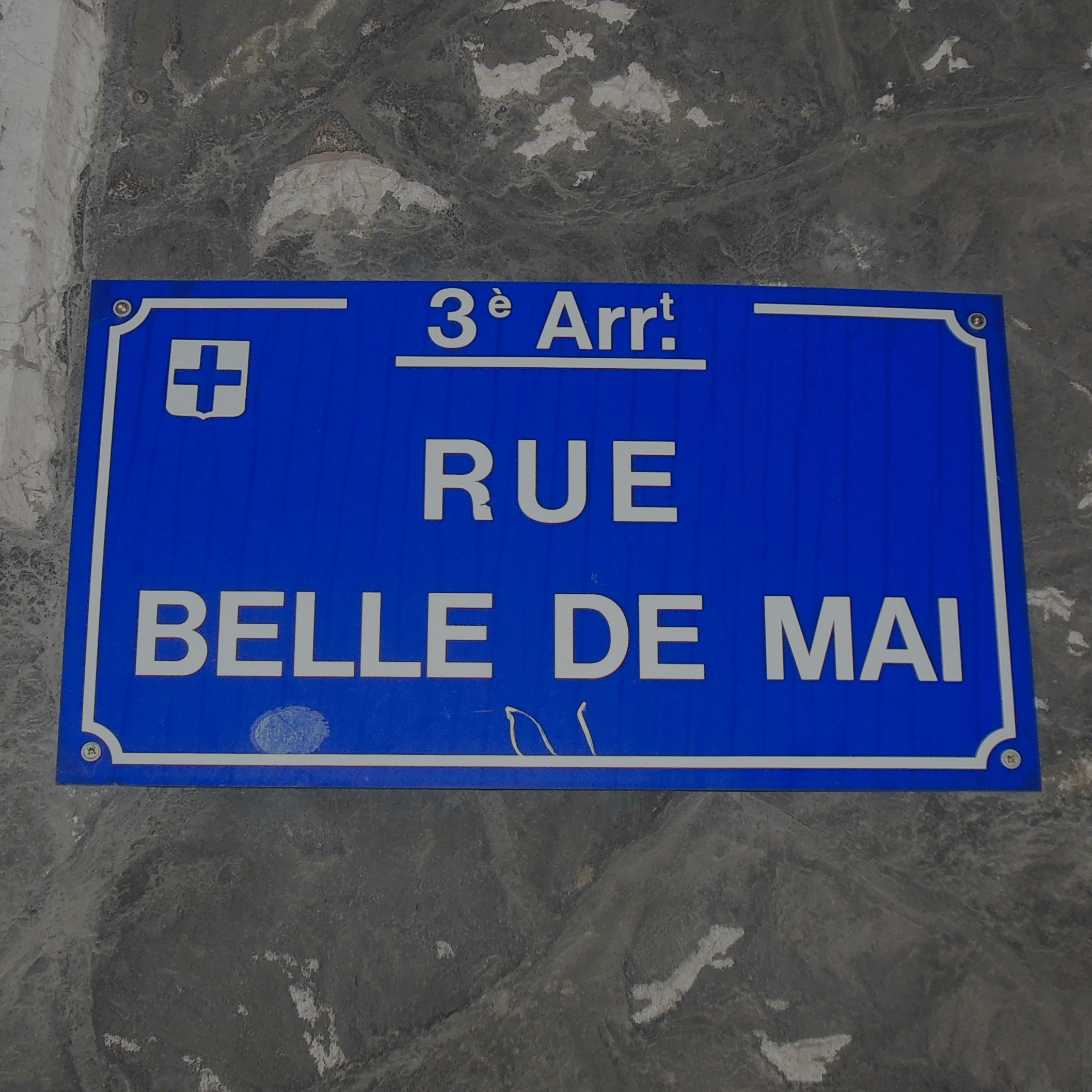
Blason sur un panneau de rue.
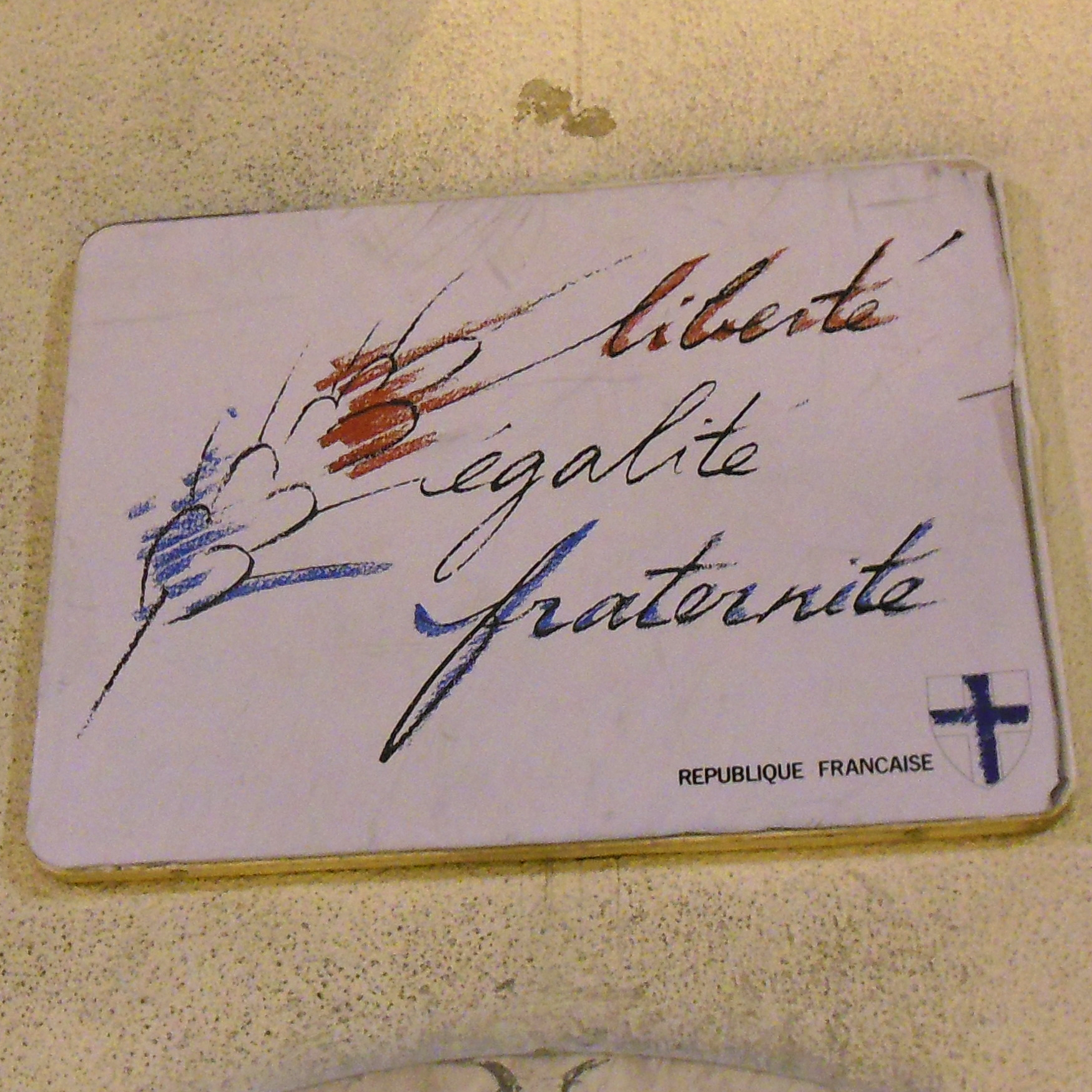
Blason sur le panneau apposé sur les écoles primaires.
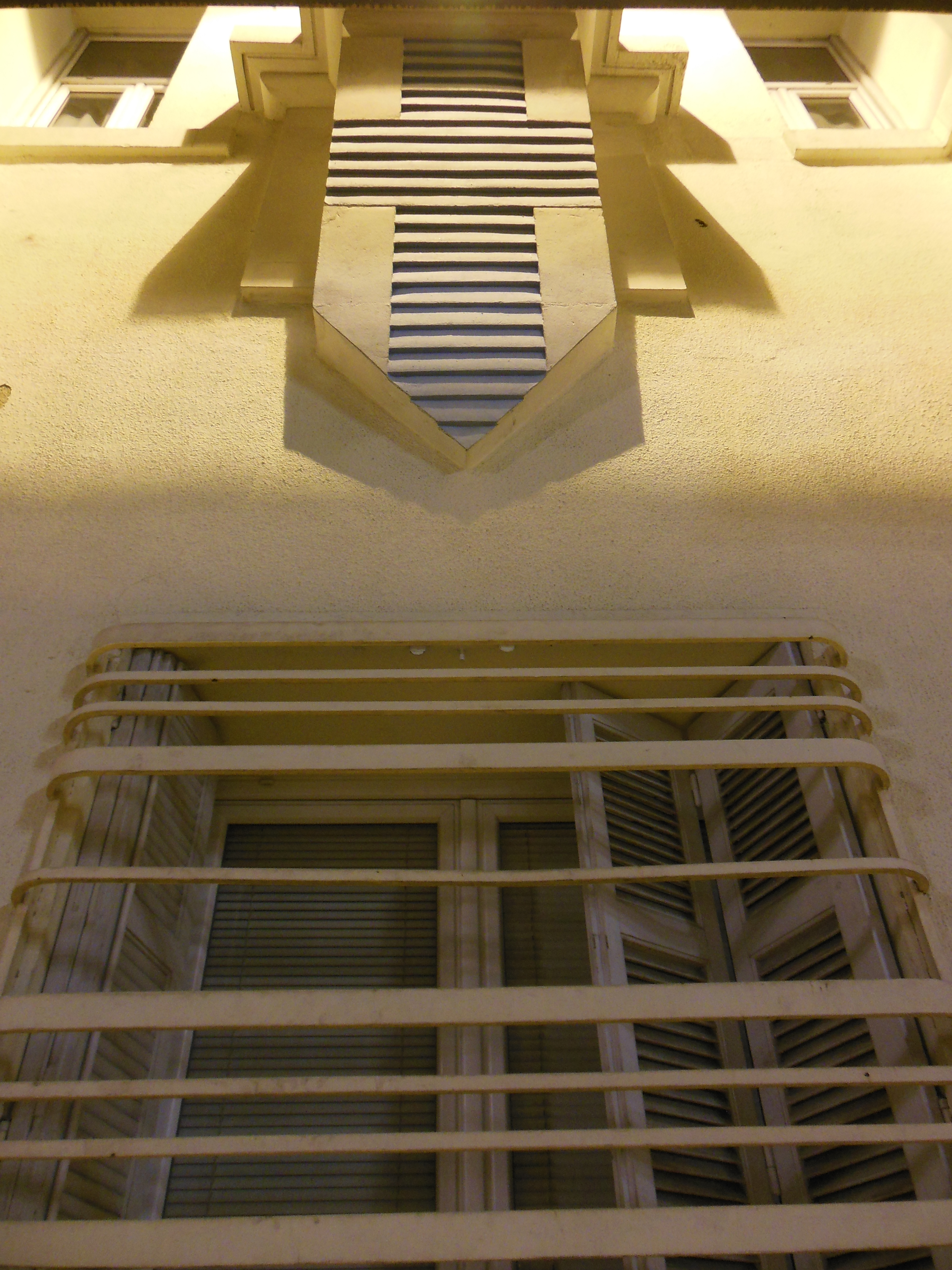
Blason sur la façade d'une école.